# أحلام فترة النقاهة
أحلام فترة النقاهة هي آخر أعمال نجيب محفوظ. نشرت على حلقات في مجلة نصف الدنيا ثم جمعت في كتاب. وهي أول عمل لنجيب محفوظ تنشره دار الشروق. تضمن الكتاب 150 حلما، عبارة عن نصوص أحلام وشذرات من أحلام أضيف إليها أحلام متخيلة. ومحفوظ في هذا الكتاب وفي أصداء السيرة الذاتية لم يلزم نفسه بحدود نوع أدبي واحد. تُرجم الكتاب إلى الفرنسية والإنجليزية. ويذكر «ريموند ستوك» مترجم الكتاب إلى الإنجليزية أن أحلام فترة النقاهة تحمل من السيرة الذاتية لنجيب محفوظ أكثر مما حملته أصداء السيرة الذاتية. وقد أصدر الطبيب يحيى الرخاوي كتابه «عن طبيعة الحلم والإبداع» وهو تحليل نفسي لكتاب نجيب محفوظ. في عام 2015 نشرت دار الشروق كتاب «الأحلام الأخيرة» الذي احتوى على 291 حلما لم تنشر من قبل.